# Schizorhynchia
Infra-ordre
Les Schizorhynchia sont un infra-ordre de vers plats du sous-ordre des Kalyptorhynchia (ordre des Rhabdocoela).

## Systématique
Le nom valide complet (avec auteur) de ce taxon est Schizorhynchia Meixner (d), 1928.

### Liste des familles
Selon la base de données World Register of Marine Species (30 décembre 2023), l'infra-ordre des Schizorhynchia regroupe les familles suivantes :
- famille des Cheliplanidae Schilke, 1970
- famille des Diascorhynchidae Meixner, 1928
- famille des Karkinorhynchidae Meixner, 1928
- famille des Nematorhynchidae Schilke, 1969
- famille des Schizorhynchidae Graff, 1905

### Synonymes
D'après World Register of Marine Species (30 décembre 2023), la famille des Thylacorhynchidae Meixner, 1928 est synonyme junior de Schizorhynchidae Graff, 1905.

### Publication originale
(de) Josef Meixner, « Aberrante Kalyptorhynchia (Turbellaria: Rhabdocoela) aus dem Sande der Kieler Bucht », Zoologisher Anzeiger, vol. 77, 1928, p. 229-253